# Sjölandsdynastin
Sjölandsdynastin, även kallad Babylons andra dynasti (Även om den var helt självständig från det av amoriter styrda Babylon) existerade troligen mellan 1732 och 1460 f.kr. Mycket om dynastin och dess kungars tid som härskare av Sumer är okänt. I sydligaste Mesopotamien låg en provins som kallades Sjölandet. Detta var ett område bestående av träskmark som saknade större bosättningar och som sakta expanderade söderut i och med Tigris och Eufrats utlopp igenslammades. Befolkningen i detta område som var en blandning av Akkader och Sumerer skall cirka 1732 f.kr gjort sig självständiga då det Babyloniska imperiet Hammurabi lämnat efter sig började kollapsa. Provinsens namn kom sedan att ge namnet till den kungadynasti som uppstod där. Sjölandsdynastins kungar verkar ha använt sig av pseudosumeriska namn som anspelade på tidigare sumeriska storkungar och då främst forna kungar av stadsstaten Isin. Trots detta verkar befolkningen haft Akkadiska namn och Akkadiska var även det språk som talades i området. Det finns källor som pekar på att Sjölandsdynastin tog makten i själva Babylon vid något tillfälle men det är omdiskuterat. Under det neobabyloniska Imperiet var Sjöland åter igen namnet på en provins

## Kungar
Det finns väldigt lite nedskrivet om Sjölandsdynastins kungar och de skrifter som hittats räcker inte till för att fastställa en kronologi eller utreda de individuella kungarnas faktiska regenttid. De mer omnämnda kungarna är som följer.

### Ilum-ma-ilī
Ilum-ma-ilī eller Iliman omnämns i den Babyloniska skriften "Tidiga kungars krönika" och skall ha varit dynastins grundare. Han omnämns ligga i konflikt med Babylons kung Samsu-iluna och senare även dennes son  Abi-ešuḫ. i skriften står att Ilum-ma-ilī "attackerade och besegrade Samsu-ilunas armé" och han tros även ha erövrat Nippur mot slutet av Samsu-ilunas tid som kung av Babylon, detta då han nämns i juridiska skrifter från Nippur under den perioden. Samsu-ilunas son Abi-ešuḫ skall enligt krönikan ha "gett sig ut för att erövra Ilum-ma-ilī". Detta genom att fördämma Tigrisfloden och sedan spola ut honom från hans tillflykt i träsket. Planen misslyckas dock då Ilum-ma-ilī använder terrängen till sin fördel.

### Damqi-ilišu
Omnämns endast i det sista kända årsnamnet av Kung Ammi-ditana av Babylon. där står "Året då han (Ammi-ditana) förstörde Ders murar, byggda av Damqi-ilišus armé".

### Gulkišar
Gulkišar vilket betyder "jordens plundrare" omnämns i en babylonisk kunglig epos som fiende till Samsu-ditāna som var den sista kungen i Babylons första dynasti. Han omnämns även i slutet på en skrift som "Tillhör Marduks präst i Eridu" Eridu tros här syfta till en stadsdel i Babylon och inte till staden Eridu. Texten dateras med "Året efter året då Gulkišar blev konung". På en gränssten från 1103–1100 f.kr som beskriver utfallet av en undersökning beordrad av kung Enlil-nādin-apli av Babylon gällande huruvida ett landområde tillhörde ett tempel står "Gulkišar drog åt sin heliga älskarinna Nanse, en landsgräns" Texten syftar på att Gulkišar århundraden tidigare gett landområdet till gudinnan Nanse och att landet därmed tillhörde Templet.

### Pešgaldarameš
Pešgaldarameš (Stenbockens son) omnämns som kung i två omentexter. Han skall ha varit son till Gulkišar. Han omnämns även i förhandlingen om provision till Elamitiska sändebud samt i en text skickad av en Nūr-Bau som frågar om han skall uppehålla båtarna i Eshnunna.

### Ayadaragalama
Ayadaragalama (den kloka hjortens son). Även Ayadaragalama skall ha varit son till Gulkišar och därmed Pešgaldarameš bror eller halvbror. Ayadaragalama omnämns i flera årsnamn. I ett beskrivs "året då han drev ut två massiva arméer". Dessa tros ha varit Kassiter och Elamiter som möjligen allierat sig. I ett annat står " Året då en stor ring (möjligen en mur) byggdes mot Kalšu (kassitiska) fienderna" och i ett tredje står "Året då hans land gjorde uppror". I ett årsnamn gällande hans första år på tronen står "Året då Ayadaragalama blev kung- Enlil gav honom herdeskapet över världen". En stor fästning vars ruiner påträffats utanför Tell Khaiber tros vara uppförd av honom och på ett bronsarmband som hittats i Tell en-Nasbeh står att han är "världens konung"

### Ea-gâmil
Ea-gâmil var Sjölandsdynastins sista konung. Han flydde till Elam när Kassiter under hövding Ulam-Buriaš som var bror till kung Kashtiliash III av Babylon invaderade och erövrade Sjölandet. Området inlemmades i Babylons rike som en provins och Ulam-Buriaš "gjorde sig till landets härskare"